# Cotesia flavipes
Cotesia flavipes är en stekelart som beskrevs av Cameron 1891. Cotesia flavipes ingår i släktet Cotesia och familjen bracksteklar. Inga underarter finns listade i Catalogue of Life.